# Tir als Jocs Olímpics d'estiu de 1952
Als Jocs Olímpics d'Estiu de 1952 celebrats a la ciutat de Hèlsinki (Finlàndia) es disputaren set proves de tir olímpic, totes elles en categoria masculina, tres proves més que en l'edició anterior. Les proves es realitzaren entre els dies 25 i 29 de juliol de 1952.

## Resum de medalles
| Prova                                     | Or               | Argent             | Bronze                |
| Pistola ràpida 25 metres Detalls          | Károly Takács    | Szilard Kun        | Gheorghe Lichiardopol |
| Pistola lliure 50 metres Detalls          | Huelet Benner    | Ángel León         | Ambros Balogh         |
| Pistola lliure 3 posicions Detalls        | Anatoli Bogdanov | Robert Bürchler    | Lev Weinstein         |
| Rifle en posició estesa 50 metres Detalls | Josif Sarbu      | Boris Andrejev     | Arthur Jackson        |
| Rifle en 3 posicions 50 metres Detalls    | Erling Kongshaug | Vilho Ylönen       | Boris Andrejev        |
| Fossa Olímpica Detalls                    | George Genereux  | Knut Holmqvist     | Hans Liljedahl        |
| Tir al cérvol Detalls                     | John Larsen      | Per Olof Sköldberg | Tauno Mäki            |

## Medaller
| Posició | País           | Or | Argent | Bronze | Total |
| 1       | Noruega        | 2  | 0      | 0      | 2     |
| 2       | Unió Soviètica | 1  | 1      | 2      | 4     |
| 3       | Hongria        | 1  | 1      | 1      | 3     |
| 4       | Estats Units   | 1  | 0      | 1      | 2     |
| 4       | Romania        | 1  | 0      | 1      | 2     |
| 6       | Canadà         | 1  | 0      | 0      | 1     |
| 7       | Suècia         | 0  | 2      | 1      | 3     |
| 8       | Finlàndia      | 0  | 1      | 1      | 2     |
| 9       | Espanya        | 0  | 1      | 0      | 1     |
| 9       | Suïssa         | 0  | 1      | 0      | 1     |